# Cat and Fiddle Road

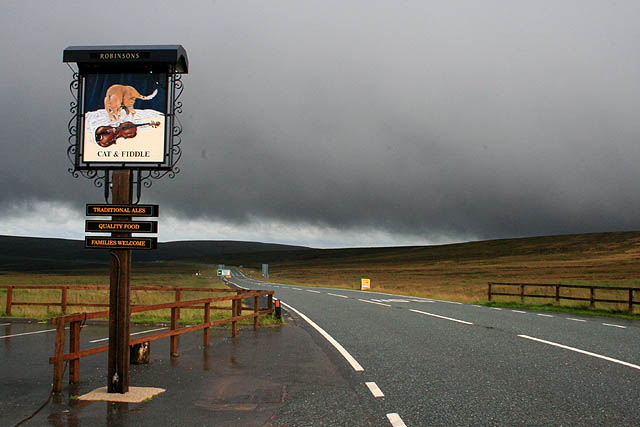
Droga w pobliżu pubu Cat and Fiddle Inn – lipiec 2009

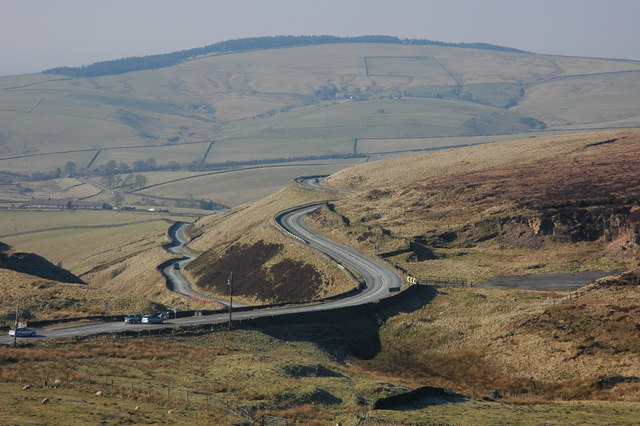
Droga A537 w pobliżu Cat and Fiddle Inn. Na horyzoncie las Macclesfield Forest

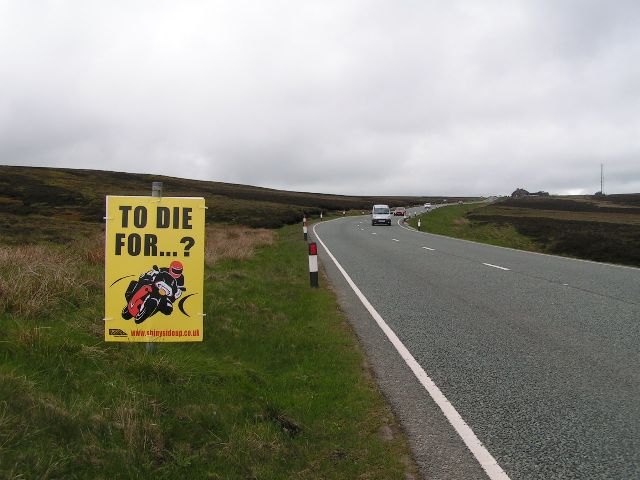
Tablica ostrzegawcza dla motocyklistów

Cat and Fiddle Road – 12-kilometrowej długości droga w Anglii łącząca Buxton w hrabstwie Derbyshire i Macclesfield w hrabstwie Cheshire, nazwana od pubu Cat and Fiddle Inn znajdującego się w jej najwyższym punkcie. Na drogę składają się odcinki dróg A537, A5004 i A53. Jest znana zarówno z plenerowych widoków na Wielki Manchester, park narodowy Peak District i równinę Cheshire Plain jak i z licznych ostrych zakrętów. Ta najbardziej niebezpieczna droga w Wielkiej Brytanii jest niezwykle popularna wśród motocyklistów. 

## Przebieg drogi
Droga zaczyna się w Buxton na skrzyżowaniu dróg A53 i A54 Long Hill na północ od Buxton Opera House. Droga biegnie trasą A53 na zachodnim krańcu Buxton aż do zakrętu w prawo na drogę A54 przy Ladmanlow. Następnie wspina się serią ostrych garbów na płaskie wrzosowisko przy rzece Goyt, gdzie – jako droga A537 – biegnie w prostej linii aż do gospody Cat and Fiddle Inn na wysokości 515 m n.p.m.. Za Cat and Fiddle Inn obniża się w kierunku Macclesfield ciągłą serią ostrych, i często ślepych, zakrętów.

## Historia
Droga została zbudowana w 1823 i zastąpiła dawną drogę Oven Lane. Pub Cat and Fiddle Inn został wybudowany w 1830.

## Wykorzystanie drogi
Jest jedną z zaledwie dwóch dróg do Macclesfield z kierunku wschodniego, w związku z czym jest używana zarówno przez lokalnych mieszkańców, jak i przyjezdnych, łącznie z transportem i ciężarówkami. Tą drogą turyści, w tym także piesi i rowerzyści, docierają do parku narodowego Peak District National Park. Wraz z dwiema innymi drogami (A5004 i B5470) tworzy trójkąt "Cat and Fiddle – Long Hill – Highwayman", będący szczególnie atrakcyjny dla motocyklistów ze względu na częste ostre zakręty. Ze względu na tak zróżnicowanych użytkowników drogi, liczbę ostrych zakrętów, częste wejścia na drogę wypasanego obok bydła, oraz ogrodzenie drogi kamiennym murem na prawie całej długości – należy zachować na niej szczególną ostrożność. 
Zimowe warunki jazdy czynią tę drogę jeszcze bardziej niebezpieczną, toteż po opadach śniegu droga bywa czasowo zamknięta. W styczniu 2013 do samochodu, który wypadł z oblodzonej drogi zostały wezwane górskie służby ratownicze z Buxton. Jednak do większości wypadków dochodzi w letnie weekendy podczas dobrej widoczności.

## Statystyki wypadków
Z powodu wielu kolizji (33 większe kolizje w latach 1999–2001) na odcinku między Macclesfield a Cat and Fiddle Inn zostało w 2001 wprowadzone ograniczenie prędkości do 50 mph (80 km/h) z obowiązującej w całym kraju maksymalnej prędkości 60 mph (97 km/h). Droga jest regularnie patrolowana przez policję w nieoznakowanych samochodach i na motocyklach, zaś podczas letnich weekendów stacjonuje tam van z fotoradarem. Aby wymusić przestrzeganie ograniczenia prędkości, od 1998 policja prowadziła nawet patrole z powietrza.
W 2007, 2008, 2010 i ponownie w 2011 droga została uznana przez Road Safety Foundation za najbardziej niebezpieczną drogę w Wielkiej Brytanii. Ta jednopasmowa droga była w 2002–2005 miejscem 15 śmiertelnych i poważnych wypadków, w 2004–2006 – 21, a do 2011 liczba wypadków wzrosła o dalsze 62% (34 wypadki w latach 2007–2009) toteż w raporcie EuroRAP (European Road Assessment Programme) zyskała czarne oznakowanie, jako droga najwyższego ryzyka. Stało się tak pomimo zabiegów mających na celu zmniejszenie liczby wypadków. Nawet jeśli pominąć liczbę wypadków z udziałem motocyklistów (których udział w wypadkach na tej drodze to 62% – 21 wypadków), nadal znajduje się na liście 10 najbardziej niebezpiecznych dróg w kraju.

## Inicjatywy poprawy bezpieczeństwa drogowego
Cheshire Council wydał 500 000 funtów na środki zaradcze i bezpieczeństwo drogowe, począwszy od zmiany dozwolonej prędkości jazdy, przez położenie nawierzchni o lepszej przyczepności i tarciu, barierek i znaków drogowych, poszerzenie drogi, do zastosowania mobilnych fotoradarów. W 2010 Cheshire Council, w imieniu Cheshire Safer Roads Partnership i Derbyshire Partnership for Road Safety, zamierzał przeznaczyć dalsze 1,2 miliona funtów, uzyskane od Department for Transport, na zainstalowanie stacjonarnych fotoradarów, ponieważ wykryto motocyklistów pędzących z prędkością ponad dwukrotnie większą od dozwolonej(130 mph). Fotoradary zostały zaprojektowane tak, aby ich wygląd nie przeszkadzał w odbiorze piękna krajobrazu. 
Fotoradary mierzą średnią prędkość pojazdu pomiędzy dwoma kamerami. Jednak praca siedmiu kamer, których instalacja kosztowała ostatecznie 800 000 funtów, nie przebiega bez zakłóceń. Kierowcy mogą korzystać z dróg na skróty, na których dozwolona jest pełna prędkość krajowa (60 mph), co zafałszowuje wyniki uzyskane z fotoradarów.